# John B. Kelly (1889–1960)
John Brenden "Jack" Kelly senior (ur. 4 października 1889 w Filadelfii, zm. 20 czerwca 1960 tamże) – amerykański wioślarz i przedsiębiorca, trzykrotny mistrz olimpijski, ojciec aktorki i księżnej Monako Grace Grimaldi, dziadek Alberta II Grimaldiego.

## Życiorys
Urodził się w Filadelfii jako jedno z dziesięciu dzieci Johna Kelly i Mary Anne Costello, imigrantów z Irlandii.
Dwa lata po wybuchu I wojny światowej wstąpił do United States Army w stopniu szeregowego. Służbę zakończył w stopniu porucznika.
John Kelly zaliczany jest do najwybitniejszych postaci w historii wioślarstwa. Na igrzyskach olimpijskich w Antwerpii w 1920 zdobył złoto w jedynkach i dwójce podwójnej (z kuzynem Paulem Costello). Osiągnięcia tego nikt nie powtórzył. Walka o złoto w jedynkach ze słynnym Brytyjczykiem Jackiem Beresfordem przeszła do legendy. Na rozgrywanych cztery lata później igrzyskach w Paryżu Kelly obronił złoty medal w dwójce podwójnej.
Kelly odniósł także sukces w biznesie, osiągając status milionera w branży budowlanej. Za swoje osiągnięcia sportowe trafił do Hall of Fame Amerykańskiego Ruchu Olimpijskiego oraz Hall of Fame Wioślarstwa Amerykańskiego.
Był bratem dramaturga George’a Kelly’ego. Syn John junior poszedł w ślady ojca i zdobył medal olimpijski w wioślarstwie na igrzyskach w Melbourne (1956), a później był prezydentem Amerykańskiego Komitetu Olimpijskiego. Jeszcze większą sławę zdobyła córka Grace Kelly, aktorka, a od 1956 księżna Monako (żona Rainiera III). Wnukiem Johna Kelly’ego seniora jest obecny monarcha Monako, Albert II Grimaldi.
Zmarł na raka jelita ślepego.